# Голубцы
Голубцы́ — традиционное блюдо белорусской, литовской, молдавской, польской, русской и украинской кухонь из бланшированных, начинённых мясным фаршем с рисом и свёрнутых валиком, колбаской, конвертом или рулетиком листьев белокочанной капусты, тушенных или запечённых в сметанном соусе с томатом. В немецкой кухне имеется сходное блюдо «капустные рулетики». Овощные голубцы начиняют фаршем из пассерованных овощей с отварным рисом. В ленивых голубцах свежая нашинкованная капуста добавляется в фарш. В СССР выпускали овощные закусочные консервы «Голубцы».
Для приготовления голубцов подходят рыхлые кочаны молодой свежей капусты. У кочана вырезают кочерыжку и отваривают его до полуготовности, затем, после остывания, разбирают на листья, а черешки отбивают тяпкой или срезают. На внутреннюю сторону капустного листа выкладывают начинку и сворачивают, придавая им прямоугольную форму. В классических рецептах голубцы сначала панируют в муке и обжаривают с двух сторон на сковороде в растительном масле, а затем запекают до готовности в духовом шкафу в томатном соусе, приготовленном с обжаренными репчатым луком и морковью. Голубцы подают по две штуки на порцию, политыми соусом, в котором они готовились, и посыпанными рубленой зеленью.
Самым вкусным фаршем для мясных голубцов считается свиноговяжий с добавлением рубленого пассерованного репчатого лука, зелени и сваренного до полуготовности риса. Начинка для овощных голубцов состоит из поджаренных овощей (репы, моркови, лука), мелко рубленного варёного яйца и риса. Существуют самые разнообразные рецепты начинки для голубцов, включая фасоль с ветчиной, отварное или обжаренное мясо, обжаренные грибы, пшённую кашу с луком и шпигом, рубленое мясо морского гребешка, рис и айву или творог. Голубцы готовят также из листьев квашеной капусты, которые при необходимости предварительно отваривают, чтобы избавиться от излишней кислоты, а также в свекольных листьях, листьях черемши и луке-порее.
В Молдавии голубцы «гэлуште» делают из белокочанной капусты, виноградных листьев, свежих и солёных, а также щавеля и листьев хрена. Молдавские голубцы маленькие, их идёт по 10—15 штук на порцию. В Белоруссии голубцы начиняют протёртым отварным картофелем с жареным луком и мелко нарубленным варёным яйцом. В Литве капустный кочан для голубцов разрезают на четыре части и перекладывают листы в четвертинках свиным фаршем с перловой кашей и обжаренными грибами и тушат в грибном отваре со сметаной. В Польше в начинку для голубцов добавляют ячневую крупу, чайную или свиную варёную колбасу. Самое большое разнообразие голубцов демонстрирует украинская кухня, в том числе рыбные голубцы из рубленого филе судака, щуки, окуня или трески.
Блюда, имеющие в своей основе фарш, припущенный в обёртке из листа белокочанной, савойской или китайской капусты, а также виноградных листьев, под разными названиями имеются во многих национальных кухнях. С уточнением «голубцы» советские кулинарные книги публиковали рецепты кухонь народов СССР: ярпах долмасы в азербайджанской кухне, толма — в армянской, сэрмэлуце молдовенешть — в молдавской и шахлет — в таджикской. Под названием «фаршированная капуста» в русских и советских кулинарных книгах фигурирует блюдо из бланшированного кочана капусты, листья которого лишь отгибают и перекладывают овощным фаршем с сохранением его формы для последующего тушения в сотейнике или духовом шкафу.
Имеются различные версии появления самого блюда в русской кухне. По данным В. В. Похлёбкина, голубцы являются адаптацией татарского и турецкого блюда «долма»: литовские и украинские повара в XIV—XV веках «ославянили» её, заменив исходные виноградные листья на капустные, баранину — на свинину, а рис — на пшено. Современное название блюда «голубцы» в русской кухне, по его мнению, появилось только в конце XVIII — начале XIX века по аналогии с французским крепинетом, под которым Похлёбкин подразумевал не только способ приготовления мясного фарша в сальнике или колбас без оболочки, но и зажаренных целиком на рашпоре или гриле голубей и перепёлок. Подтверждающим версию В. В. Похлёбкина выглядит рецепт «турецкой долмы» из бараньего фарша с рисом в капустном листе, приведённый в «Литовской кухарке» В. Завадской в 1852 году. Блюдо «голубцы» включено в издание 1875 года «Полной поваренной книги русской опытной хозяйки» Е. А. Авдеевой. В «Поварском искусстве» П. М. Зеленко в 1902 году наряду с фаршированной капустой в кочане привёл рецепты «фаршированной капусты в листьях» (с мясным фаршем без риса) и «голубцов» (с добавлением риса в фарш). Е. И. Молоховец в своём труде «Подарок молодым хозяйкам» 1904 года предлагала рецепт современных мясных голубцов и сообщала, что мясные голубцы в южных регионах России заворачивают также в листья салата-латука, крупные листья щавеля и крапивы, беря их по нескольку листочков сразу. Современные исследователи истории русской кухни О. и П. Сюткины соглашаются с В. В. Похлёбкиным в том, что блюдо было заимствовано русскими у западных славян, и видят в долме лишь прямой аналог голубцов.

## Происхождение названия
Этимология названия блюда доподлинно неизвестна. М. Фасмер считал, что блюдо (рус. голубцы, пол. gołąbki, сербохорв. голу̀биħ «клёцки») названо по сходству его формы с голубем, и отвергал версии происхождения с чередованием гласных от «галушки» или заимствования из немецкого языка (нем. Kohlblatt — «капустный лист»). Тем не менее, в Словаре В. И. Даля приводится диалектное (Подольская губерния) слово «галуша» для голубцов, под которыми подразумевается «пшено с говядиной в капустном листе, варёное в квасу». Высказывается также гипотеза о заимствовании через посредство какого-то восточного языка (тюркских или армянского) из перс. käläm‎ «капуста» → *kalamb.